# Ozdobnik grzywiasty
Ozdobnik grzywiasty (Lophorina superba niedda) – podgatunek ozdobnika lirogłowego, ptaka z rodziny cudowronek (Paradisaeidae), występujący na półwyspie Ptasia Głowa na Nowej Gwinei. Takson o niepewnej pozycji systematycznej, przez część systematyków podnoszony do rangi gatunku.
Historycznie ozdobnik lirogłowy (L. superba) zwykle uznawany był za jedynego przedstawiciela rodzaju Lophorina, a ozdobnika grzywiastego uznawano za jeden z kilku jego podgatunków (których najczęściej wyróżniano pięć). W 2016 r. metodami analizy DNA dokonano analizy pokrewieństwa pomiędzy populacjami, uznając za zasadne wyróżnienie trzech gatunków w obrębie rodzaju Lophorina, przy czym za Lophorina niedda uznano populację na półwyspie Ptasia Głowa (z podgatunkami L. niedda niedda i L. niedda inopinata). Jako trzeci gatunek wyróżniono populację ze wschodu wyspy jako L. minor (ozdobnik krótkoskrzydły). Stało się to przyczyną wyprawy badawczej do Nowej Gwinei przeprowadzonej w 2016 r. Na ich podstawie gatunek Lophorina niedda opisali w 2018 r. Edwin Scholes i Timothy Laman. Nie wszyscy systematycy popierają jednak wydzielanie tego taksonu jako odrębnego gatunku, obecnie (2020) Międzynarodowa Unia Ochrony Przyrody (IUCN) także go nie uznaje. Z kolei ozdobnik krótkoskrzydły (L. minor) zyskał powszechną akceptację jako odrębny gatunek.
Ozdobnik grzywiasty odróżnia się od żyjącego w lasach deszczowych Nowej Gwinei gatunku ozdobnika lirogłowego rytuałem tańca godowego, śpiewem i wyglądem osobników obu płci. Oba gatunki posiadają kruczoczarne pióra, pochłaniające niemal całe promieniowanie świetlne (jedno z najczarniejszych ubarwień na Ziemi), i jaskrawe, turkusowe ubarwienie podgardla. Gatunki różnią się m.in. tym, że w czasie tańca godowego samce nowego gatunku układają pióra w kształt półksiężyca, a nie owalu, różni się także kształt, w jaki układają się błękitne pióra z klatki piersiowej. Ponadto samiec Lophorina niedda w trakcie tańca nie podskakuje, a jedynie porusza się po półokręgu. Jednocześnie oba gatunki prezentują się samicy w ten sposób, że widoczne są jedynie błękitne elementy upierzenia na klatce piersiowej i wokół oczu na tle ciemnoczarnego upierzenia. Co więcej, ozdobniki lirogłowe mają głośny i skrzekliwy śpiew, a Lophorina niedda wydają dźwięczny głos i tę ostatnią różnicę zaobserwowano po raz pierwszy jeszcze w 2009 r., jednak szczegółowo opisano dopiero w 2018 r.
Spośród trzech gatunków tego rodzaju Lophorina niedda jest najbardziej fenotypowo odrębny i w czasie badań nad gatunkiem w 2016 r. potwierdzono, że różnice w upierzeniu wpływają na odmienności w zachowaniach godowych. Jednocześnie najbardziej odrębny genetycznie jest gatunek L. minor.